# 王邦駒
王邦駒（1965年—），綽號小四，台灣台北市漢族幫派人士，出身芳明館。曾為十大槍擊要犯之首，2015年被捕入獄。

## 生平
王邦駒自幼家境貧困，父親來自湖南，為外省第二代。後王邦駒加入芳明館，跟著「珍珠呆」梁國愷，成為他的小弟。
1984年，梁國愷夥同王邦駒槍殺芳明館大哥「庫瑪」林春發。1985年，警方發現他們的藏身處，霹靂小組進行攻堅，梁國愷服氰化鉀自殺，王邦駒則投降被捕並送管訓。
1989年，王邦駒假釋回到萬華，「蟾蜍坤」楊培坤將他收為小弟。1990年，王邦駒在華西街槍殺幫眾楊培坤以及大哥「芭樂」張蒼榮，之後逃亡，被列入十大槍擊要犯名單。1991年，王邦駒涉及與李再乾共同槍殺毒販鍾榮昌，王邦駒逃亡出境，往來香港及泰國間從事販毒。1991年6月25日，台灣與泰國警方聯合行動，緝捕王邦駒，但王邦駒早已出境，至日本投靠友人。
1992年，王邦駒在東京都新宿街頭被警視廳警察盤查，他向警察連開三槍，兩名警察受傷。之後王邦駒被捕，在日本服刑七年多，2000年遣送回台。殺害楊培坤案，判刑八年，殺害鍾榮昌案，因證據不足，台灣高等法院判決無罪。2005年，假釋出獄。2008年，因酒駕被法院撤銷假釋資格，他不願到案，桃園地檢署發布通緝。2015年6月，涉及持假造中華民國護照企圖出境失敗，新竹地檢署發布通緝。2015年8月，警方臨檢時，在旅館查獲他與兩名傳播妹共同吸食K他命，被押解歸案。

## 流行文化
電影《艋舺》中，阮經天飾演的何天佑，原型來自於他。